# Josef Šimek (fotbalista)
Josef Šimek (* 25. ledna 1979) je bývalý český fotbalista, obránce.

## Fotbalová kariéra
V české lize hrál za FK Viktoria Žižkov. Nastoupil ve 3 ligových utkáních. Gól v lize nedal.

## Ligová bilance
| Ročník                          | Zápasy | Góly | Klub               |
| ------------------------------- | ------ | ---- | ------------------ |
| 1. česká fotbalová liga 1996/97 | 2      | 0    | FK Viktoria Žižkov |
| Gambrinus liga 2003/04          | 1      | 0    | FK Viktoria Žižkov |
| CELKEM 1. liga                  | 3      | 0    |                    |